# Norveški molič
Norveški molič (znanstveno ime Trisopterus esmarkii)  je riba iz družine trsk.
Norveški molič je razširjen po Barentsovem, Severnem in Baltiškem morju vzdolž obal Norveške, Islandije, Velike Britanije, pa tudi po drugih delih Atlantika, kjer se zadržuje v globinah med 100 in 200 metri. Odrasle ribe lahko zrastejo do 35 cm, povprečna dolžina znaša 19 cm.
Predstavlja pomembno gospodarsko vrsto, ki jo lovijo pretežno za predelavo v ribjo moko. Leta 1974 so ujeli 877.910 ton norveškega moliča, v letu 2008 pa le še 39.223 ton.